# Mayoría de edad

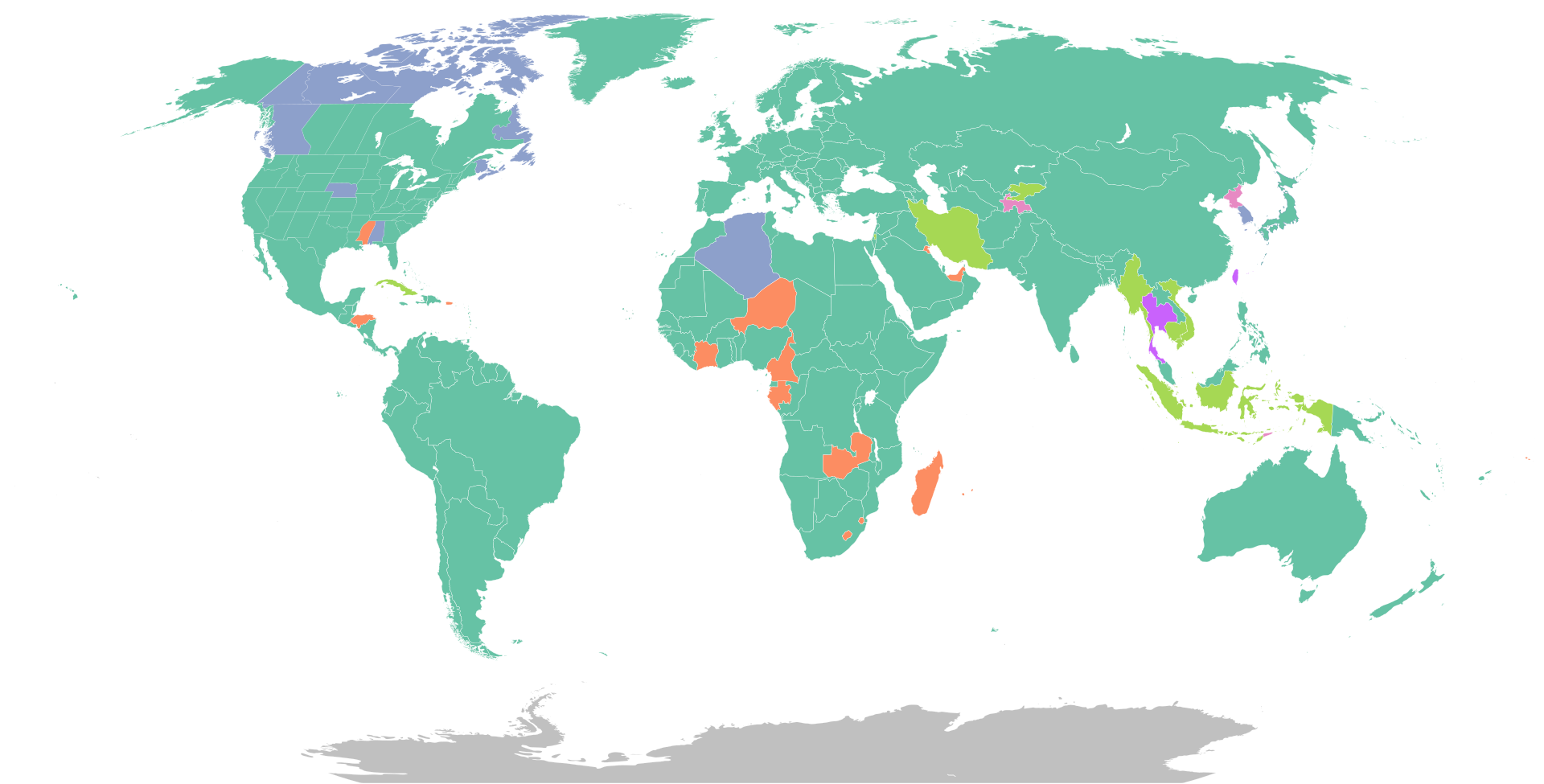
Mayoría de edad (2020):
21
20
19
18
17
16

La mayoría de edad es el umbral de edad reconocido en el ordenamiento jurídico en el que la persona alcanza la edad adulta. Es el momento en que los menores dejan de ser considerados tales, asumen el control legal sobre sus personas, acciones y decisiones y terminan así el control y las responsabilidades legales de sus padres o tutores sobre ellos. La mayoría de los países establecen la mayoría de edad en los 18 años, pero algunas jurisdicciones tienen una edad más alta y otras más baja. La palabra mayoría aquí se refiere a tener más años y ser mayor de edad en contraposición a minoría, el estado de ser menor de edad. El término generalmente se refiere a una colección de leyes que otorgan el estado de adultez. Los menores de edad se denominan menores y se les pueden negar legalmente ciertos privilegios como votar, comprar y beber bebidas alcohólicas, comprar tabaco o productos de cannabis, apostar, comprar lotería, casarse, comprar o poseer armas de fuego, ser propietario de una propiedad, celebrar contratos vinculantes u obtener privilegios de conducción completos.
La mayoría de edad no debe confundirse con la edad de madurez, la edad de consentimiento sexual, la edad para contraer matrimonio, edad de jubilación, la edad para dejar la escuela, la edad para beber, la edad para conducir, la edad para votar, la edad para fumar, edad laboral, la edad para apostar, etc., cada una de las cuales pueden ser o no independientes y establecidas en una edad diferente a la mayoría de edad.

## Mayoría de edad según cada país
En muchos países, los menores pueden emanciparse: dependiendo de la jurisdicción, esto puede suceder a través de actos como el matrimonio, el logro de la autosuficiencia económica, la obtención de un título o diploma educativo o la participación en una forma de servicio militar. En los Estados Unidos, todos los estados tienen alguna forma de emancipación de menores.
La siguiente lista de la mayoría de edad en los países (o divisiones administrativas) en el orden de menor a mayor: 

### 15 años
|  | - Irán – - Indonesia | - Yemen |

### 16 años
|  | - Birmania | - Camboya - Cuba - Kirguistán | - Reino Unido - Palestina - Escocia - Vietnam |

### 17 años
|  | - Corea del Norte | - Timor Oriental |

### 18 años
|  | - Afganistán - Albania - Alemania - Andorra - Antigua y Barbuda - Argentina - Angola - Armenia - Australia - Austria - Azerbaiyán - Bahamas - Bangladés - Barbados - Bielorrusia - Bélgica - Belice - Bután - Bolivia - Bosnia y Herzegovina - Botsuana - Brasil - Brunéi - Bulgaria - Burundi - Canadá - Alberta - Manitoba - Ontario - Isla del Príncipe Eduardo - Quebec - Saskatchewan - Chile - Catar - China continental - Hong Kong - Macao - Colombia - Costa Rica - Croacia - Chipre - República Checa - Dinamarca (incl. Islas Feroe y Groenlandia) - Yibuti - Dominica - República Dominicana - Ecuador - El Salvador - España | - Estados Unidos: todos los estados, territorios y Washington, D.C. excepto los que se enumeran más abajo - Estonia - Fiyi - Finlandia - Filipinas - Francia - Georgia - Ghana - Grecia - Guatemala - Guinea - Guinea-Bisáu - Guyana - Haití - Hungría - Islandia - India - Irak - Irlanda - Israel - Italia - Jamaica - Japón - Jordania - Kazajistán - Kenia - Laos - Letonia - Líbano - Liechtenstein - Lituania - Luxemburgo - Macedonia del Norte - Malaui - Malasia - Malta - Mauritania - Mauricio - México - Moldavia - Mónaco - Mongolia - Montenegro - Namibia - Nepal - Nigeria - Noruega | - Nueva Zelanda - Omán - Pakistán - Países Bajos - Pakistán - Palaos - Palestina - Panamá - Paraguay - Perú - Polonia - Portugal - Rumania - Rusia - Ruanda - San Cristóbal y Nieves - San Vicente y las Granadinas | - Arabia Saudita - Seychelles - Singapur (Con excepciones, en virtud de la Ley de derecho civil). - Eslovaquia - Eslovenia - Serbia - Siria - Somalia - Sudáfrica - Sri Lanka - Sudán - Suecia - Suiza - Tailandia - Taiwán (2023–) - Tayikistán | - Tanzania - Trinidad y Tobago - Túnez - Turquía - Uganda - Ucrania - Reino Unido - Inglaterra - Gales - Irlanda del Norte - Dependencias de la Corona - Isla de Man - Jersey - Guernsey - Territorio Británico de Ultramar - Gibraltar - Uruguay - Uzbekistán - Ciudad del Vaticano - Venezuela - Zimbabue |

### 19 años
|  | - Argelia - Canadá - Nueva Escocia - Nuevo Brunswick - Columbia Británica - Terranova y Labrador - Territorios del Noroeste - Yukón - Nunavut | - Corea del Sur | - - Alabama - Nebraska |

### 21 años
|  | - Baréin - Camerún - Costa de Marfil - Egipto - Suazilandia - Gabón - Granada | - Honduras - Kuwait - Lesoto - Madagascar - Níger - Nicaragua - Samoa | - Singapur - Emiratos Árabes Unidos - Estados Unidos - Misisipi - Puerto Rico - Zambia |

## Evolución por país

### Argentina
La mayoría de edad en Argentina fue establecida inicialmente en 25 años, desde 1824. Desde 1871 el Código Civil la estableció en 22 años (art. 126). La Ley 17.711 la estableció a partir del 1 de enero de 1969, en 21 años. En 2009, la Ley 26.579 la estableció en 18 años.

### Honduras
En Honduras las leyes establecen la mayoría de edad a los 21 años. No obstante, se estudia hacer una reforma legal para establecer la mayoría de edad a los 18 años equiparándose con los demás países de América Latina.

## Emancipación antes de la mayoría de edad
En algunos países la mayoría de edad se puede adquirir antes de la edad establecida legalmente, esto puede ser por contraer matrimonio, por el consentimiento de los padres o por decisión judicial. A veces difiere la edad en el caso de los hombres o de las mujeres, situaciones en que sea declarado incapaz o edades especiales.

## Efectos
- Extinción de la patria potestad o tutela en su caso (en algunos ordenamientos produce la pre-extinción de dichas instituciones).
- Derecho a la plena capacidad de obrar.
- Derecho a administrar y disponer libremente de sus bienes, comprar y vender propiedades y a firmar contratos de alquiler.
- Derecho a heredar y administrar los frutos de esa herencia y, en los países en los que existe testamento, posibilidad de testar.
- Derecho a recibir créditos bancarios y poseer cuentas propias en el banco.
- Derecho a demandar a la autoridad pública.
- Posibilidad de ser demandado judicialmente por deudas o contratos contraídos.
- Posibilidad de ser integrante de un jurado (en los países en los que existe juicio por jurados).
- Posibilidad de ser demandado por manutención infantil y por cuentas médicas debido al nacimiento de un hijo.[1]

En algunos países, al llegar a la mayoría de edad, lleva aparejadas otros derechos y obligaciones, aunque en otros países, dichos derechos y obligaciones, puedan tenerse antes o después de llegar a la citada edad.
- Derecho al voto y a ser votado: aunque en algunos Países la edad mínima para votar puede ser menor y en otros países existen restricciones de edad para ser elegido a ciertos cargos públicos.
- Derecho a adquirir el permiso para conducir vehículos: puede variar en algunos países con respecto a la mayoría de edad.
- Derecho a la compra de alcohol y tabaco: En algunos países, la edad mínima legal para el consumo de alcohol y la edad mínima legal para el consumo de tabaco difiere de la edad de la mayoría de edad.
- Derecho a trabajar, ejercer oficio, profesión o industria: puede variar en algunos países con respecto a la mayoría de edad.
- Derecho a salir del país libremente (En algunos países como los europeos la edad mínima puede ser en minoría de edad como Italia).[111][112]
- Posibilidad de ser juzgado como adulto, ser declarado culpable y condenado a cárcel o prisión: Puede variar en algunos países con respecto a la mayoría de edad.

## Leyes religiosas
Las religiones tienen sus propias reglas en cuanto a la edad de madurez, y cuando los niños pasan a ser adultos, al menos en lo que se refiere a fines rituales:
- Islam: una persona que ha alcanzado la edad de 15 años o que ha entrado en la pubertad antes de esa edad se considera baligh (adulto).
- Judaísmo: la mayoría de edad es de 13 años para los niños (bar mitzvah) y de 12 años para las niñas (bat mitzvah) con fines religiosos.[113] Sin embargo, la ley judía se supedita a la ley del país en la que se encuentre si hay una diferencia, como por ejemplo, en la edad para contraer matrimonio.
- Catolicismo: 18 años.[114]
- Protestantismo: 20 años depende del bautismo, servicio y oración